# Luketz Swartbooi
Luketz Swartbooi (* 7. Februar 1966 in Rehoboth, Südwestafrika) ist ein ehemaliger namibischer Langstreckenläufer.
1992 startete er beim olympischen Marathon in Barcelona, erreichte aber nicht das Ziel. Seinen größten Erfolg feierte er bei den Leichtathletik-Weltmeisterschaften 1993 in Stuttgart, als er beim Marathon hinter Mark Plaatjes (USA) den 2. Platz belegte. 1994 lief er beim Boston-Marathon seine Bestzeit von 2:09:08 h. Bei den Olympischen Spielen 2000 in Sydney kam er auf den 48. Platz.
Swartbooi gewann sechsmal den Lucky-Star-Marathon in Swakopmund, das erste Mal 1992 mit dem Landesrekord von 2:10:01 h, zuletzt 2004. Beim Soweto-Marathon in Johannesburg wurde Swartbooi 2005 positiv auf Prednisolon und Prednison getestet. Wegen Verstoßes gegen die Dopingbestimmungen wurde er disqualifiziert und von der IAAF verwarnt. Bei den Commonwealth Games 2022 lief er im Marathon auf Rang 5.
Swartbooi trat auch über 5000 Meter, im Halbmarathon und über 3000 Meter in der Halle an. Im Marathon, Halbmarathon und über die 5000 m sowie 3000 m in der Halle hält er (Stand 2020) den namibischen Landesrekord.
Er trainiert (Stand 2017) den namibischen Langstrecken-Nachwuchs.
Im Juni 2021 wurde eine Straße in seiner Heimatstadt nach ihm benannt.